# Iranische Badmintonmeisterschaft 1982
Die Iranische Badmintonmeisterschaft 1982 fand Ende 1982 statt.

## Medaillengewinner
| Disziplin            | Gold                            | Silber                                              | Bronze         |
| -------------------- | ------------------------------- | --------------------------------------------------- | -------------- |
| Herreneinzel         | Bijan Adle Zarabi               | Gholam Hossein Yazdanpanah                          | Akbar Jamshedi |
| Herrendoppel         | Mohsin Zamani Bijan Adle Zarabi | Gholam Hossain Abidzaden Gholam Hossein Yazdanpanah | -              |
| Offenes Herrendoppel | Mohsin Zamani Bijan Adle Zarabi | Sohrab Hossain Nejad Abolfazl Mohajer               | -              |